# جان موناش
جان موناش (انگلیسی: John Monash; ۲۷ ژوئن ۱۸۶۵ – ۸ اکتبر ۱۹۳۱) فرد نظامی اهل استرالیا بود. وی برندهٔ جوایزی همچون نشان خدمات برجسته (ارتش آمریکا)، نشان حمام، و لژیون دونور شده‌است.